# DVDFab Virtual Drive
DVDFab Virtual Drive — бесплатная программа для эмуляции CD, DVD и Blu-ray приводов. Распространяется под Freeware лицензией, программа бесплатна для персонального и коммерческого использования. Производитель — китайская компания Fengtao Software Inc.

## Возможности
- Работает с образами формата NRG, CCD, BIN, DVD, IMG, ISO, UDF.
- Позволяет создавать в системе до 18 виртуальных приводов.
- Интерфейс программы поддерживает около 20 языков.
- Имеет простые настройки.